# Брегуцо
Брегу̀цо (на италиански: Breguzzo, на местен диалект: Bregucc, Брегуч) е село в Северна Италия, община Села Джудикарие, автономна провинция Тренто, автономен регион Трентино-Южен Тирол. Разположено е на 798 m надморска височина. Населението на общината е 573 души (към 2015 г.).